# Enrique Hernández Armenteros
Enrique Hernández Armenteros, bekannt als Enriquito oder Tata Nganga,  (* 19. Februar 1918 in Guanabacoa, Havanna; † 22. März 2017 ebenda) war ein kubanischer Babalawo der Santería. 

## Leben und Wirken
Enriquito, wie Enrique Hernández meist genannt wurde, stammte in direkter Linie von kongolesischen Sklaven ab. Seine Großmutter mütterlicherseits war Kongolesin. Sie war es, die ihn in die afrikanischen Kulte einführte. Er praktizierte vier verschiedene Santería-Kulte afrikanischen Ursprungs, hauptsächlich der Regla de Ocha aus dem Kongo, in der er vom Orisha Elegguá geweiht wurde, war Mitglied der geheimen und männlichen religiösen Gemeinschaft Abakuá, in Kuba auch als Ñañiguismo bekannt und zählte sich außerdem zur Ifá-Etnie. Sein Beitrag zur Santería cubana machte ihn in diversen esoterischen Sekten, bei Schamanen und Anhängern paranormaler Phänomene berühmt.
1957 gründete Enriquito die Asociación Afrocubana Hijos de San Lázaro (Afrokubanischer Verband der Kinder des Heiligen Lazarus) und kam damit dem Gefühl zahlreicher Kubaner nach, die den Heiligen verehrten. Jeden zweiten Monat, über sechs Jahrzehnte lang, empfing Tata Nganga Gläubige aus allen Teilen Kubas und aus der ganzen Welt. Sein Haus im Stadtteil La Hata war wie ein Tempel, ausgestattet mit zahlreichen Bildern und Figuren aus dem Pantheon der Yoruba, welche mit jenen der christlich-katholischen Religion synkretisieren: Babalú Ayé (Lazarus), Ochún (Caridad del Cobre), Changó (Santa Bárbara), Obbatalá (Virgen de las Mercedes), Yemayá (Virgen de Regla) und so weiter. 2001 wurde von den Behörden die erste Prozession genehmigt. Seitdem gingen er und seine Anhänger jedes Jahr am 16. Dezember, dem Tag des Heiligen Lazarus, durch die Straßen Guanabacoas.
Tata Nganga galt als pro-castristisch und entwickelte sich mit der Zeit zum santero oficial (offiziellen Priester) der Kommunistischen Partei und zum höchsten Repräsentanten der „offiziellen“ Santería Kubas.
Im Jahr 2004 erschien ein Buch mit dem Titel „Tata Nganga“ vom kubanischen Journalisten und Schriftsteller Marcos Alfonso. Auf dessen Basis drehte Roberto Chile 2010 einen Dokumentarfilm „Soy Tata Nganga“ (Ich bin Tata Nganga). Tata Nganga (Vater Nganga) ist die dritte von fünf Hierarchiestufen der in der Regla de Congo.
Enriquito war Vater von elf Kindern. Außerdem hatte er rund 2000 Patenkinder auf der ganzen Welt. Er starb am 22. März 2017 im Alter von 99 Jahren.

## Auszeichnungen
- Premio Memoria Viva (2008)[7]

## Filme
- Roberto Chile: Soy Tata Nganga (2012), Dokumentarfilm[8]